# Hemidactylus quartziticolus
Hemidactylus quartziticolus — вид ящірок з родини геконових (Gekkonidae). Описаний у 2023 році.

## Назва
Видова назва quartziticolus перекладається як «кварцовий мешканець», оскільки виявлений серед кварцових скель.

## Поширення
Ендемік Індії. Поширений в окрузі Тутікуді штату Тамілнад на півдні країни. Відомий лише з двох ізольованих невисоких кварцитових пагорбів на відстані 45 км один від одного з чагарниковими колючими лісами та пухким кам’янистим ґрунтом.

## Опис
Тіло завдовжки до 57 мм (від кінчика морди до анального отвору). Забарвлення спини від бежевого до жовтувато-коричневого, розкидані темні плями на спинці іноді утворюють горизонтальні Х-подібні плями на спинці.